# 아타자나비르
아타자나비르(Atazanavir)는 레이야타즈(Reyataz)라는 이름으로 판매되며, 후천면역결핍증후군을 치료하고 예방하는 데 사용되는 항레트로바이러스제이다. 단독으로 사용하기보다는 다른 항레트로바이러스제들과 함께 사용할 것이 권장된다. 주사침 찔림 등 바이러스에 노출된 후 발병을 막기 위해 사용할 수 있다. 하루에 한 번 경구투여한다.
일반적인 부작용으로는 두통, 메스꺼움, 황달, 복통, 불면증, 발열 등이 있다. 심각한 부작용으로는 다형 홍반, 고혈당 등의 발진이 있다. 임신 중에 사용해도 안전한 것으로 여겨진다. 프로테이스 억제제(PI)로 HIV-1 단백질분해효소를 차단하는 방식으로 작용한다.
2003년 미국에서 의료용으로 승인을 받았다. 현재 가장 안전하고 효과적인 의약품으로 의료제도에서 필수적인 의약품 목록인 WHO 필수 의약품 목록에 등재되어 있다. 미국에서는 상업적으로 이용할 수 없고, 개발도상국의 도매가는 한 달에 약 15.72달러다. 2015년 기준으로 미국에서 한달 약값은 일반적으로 200달러 이상이다.

## 용법
HIV 치료에 사용된다. 아타자나비르의 효능은 항레트로바이러스제 치료(antiretroviral therapy, ART)를 처음 받는 환자나 ART 경험이 풍부한 성인들을 대상으로 많은 시험들을 거쳐 입증되었다.
아타자나비르는 다른 프로테이스 억제제들과 비교했을 때 지질영양이상증을 별로 일으키지 않는다는 이점이 있다. 다른 PI와 교차 내성이 있을 수 있다. 리토나비르로 효과를 증폭시키는 경우 아타나자비르의 대사상 이점을 감소시키기는 하지만, 약물에 내성이 있는 사람들에게서 인양 요법에 사용되는 로피나비르와 비슷한 효과를 낼 수 있다.

### 임산부
아타자나비르는 미국에서 임부 투여 안전성 B급 의약물인데, 이는 이 약을 복용하는 임산부들 사이에서 별다른 부작용이 발견되지 않았다는 것을 의미한다. 따라서 이전에 HIV 약물을 복용하지 않은 임산부들에게 사용할 것이 권장되는 약 중 하나이다. 2,500건 이상의 출산 사례들에서 어떤 선천적 장애도 관찰되지 않았다. 아타나자비르 투여 결과 콜레스테롤 수치가 좋아진 것을 물론이고, 임산부에게 안전한 치료법이 된다는 것이 확인된 것이다.

## 금지사항
과거에 스티븐스-존슨 증후군, 에리테마 다형 또는 독성 피부 분출 등 과민반응을 보였던 사람들에게는 투여하면 안된다 또한 미다졸람을 경구투여한 경우, 알푸조신, 리팜핀, 이리노테칸, 루라시돈, 피모자이드, 트리아졸람, 맥각 유도체, 시사프라이드, 세인트존스워트, 로바스타틴, 심바스타틴, 실데나필, 인디나비르 또는 네비라핀을 투여한 사람들에게 투여해서는 안된다.

## 부작용
일반적인 부작용으로는 메스꺼움, 황달, 발진, 두통, 복통, 구토, 불면증, 말초신경증상, 현기증, 근육통, 설사, 우울증, 발열 등이 있다. 혈중 빌리루빈 수치가 상승하는데 대부분 증상이 나타나지 않지만, 때때로 황달로 이어진다.

## 작용기전
아타자나비르는 HIV 프로테이스의 활성부위에 결합하여 바이러스 단백질의 전구체가 정상적인 바이러스 부품으로 잘리지 못하도록 막는다. 프로테이스 효소가 작동하지 않으면 바이러스는 전염력이 없으며, 성숙한 비리온은 생성되지 않는다. 이 아자펩타이드 약물은 HIV 프로테이스가 평소에 활성 바이러스 단백질을 만들어내기 위해 자르는 단백질 사슬 기질의 유사체로서 설계되었다. 더 자세하게는, 아타자나비르는 페닐알라닌과 프롤린 사이의 연결이 끊어질 때 생기는 전이 상태의 구조적 유사체이다. 사람은 페닐알라닌과 프롤린 사이의 결합을 끊어내는 효소를 가지고 있지 않기 때문에, 이 약은 사람의 효소에 작용하지는 못 한다.

## 제형
아타자나비르는 150 mg 캡슐, 200 mg 캡슐, 300 mg 캡슐, 50 mg 구강 파우더 패킷으로 이용할 수 있다. 300mg 캡슐은 150mg 두 알을 대신할 수 있기 때문에 복용의 부담을 덜어줄 수 있다. 장시간 작용하는 지속성 치료를 위해 단백질 분해효소 억제제-촉진제인 리토나비르와 NtRTI인 테노포비르와 함께 아타자나비르의 나노제형이 영장류에서 시험되고 있다.